# L'Esprit de la Révolution et de la Constitution de France

L'Esprit de la Révolution et de la Constitution de France est un ouvrage écrit par Louis Antoine Léon de Saint-Just pendant le second semestre de l'année 1790 et l'année 1791, paru chez Beuvin, libraire au Palais-Royal à Paris, en juin 1791.
D'après l'explication de Louis Antoine Léon de Saint-Just ce manuscrit fut rédigé afin d'analyser la Révolution française dans ses « causes, sa suite et son terme »[réf. souhaitée].
Rédigé alors que Saint-Just souhaite rejoindre la vie politique parisienne et se présente aux élections de l'Assemblée législative, ce texte apparait autant comme "un texte politique qu’un objet à même d’appuyer les prétentions électorales". Les lettres qu'il écrit à son éditeur à cette période le montrent en effet aussi impatient de faire connaître ses idées, alors encore convenues, que sa personne auprès de la scène politique parisienne.

## Contenu du manuscrit
Dans les premières pages de son manuscrit, Saint-Just critique le trône, mais ses propos ont perdu des rugosités provocatrices  de son poème Organt. « Charlot » devient « Louis » et « Cunégonde » laisse la place à une « Marie-Antoinette » « plutôt trompée que trompeuse, plutôt légère que parjure ». Écrit avant la fuite du Roi et de sa famille à Varennes, on devine même une sympathie plus grande pour le couple royal que pour la « multitude » complice des excès de 1789[réf. souhaitée].
Une élite doit donc conduire sa marche pour que la Révolution ne soit pas « une guerre d'esclaves impudents qui se battent avec leurs fers et marchent enivrés ». Mais, pour Louis Antoine Saint-Just, les affaires publiques doivent être gérées avec un large concours : la participation du peuple de Paris à la démocratie lui semble indispensable. La noblesse est exclue et l'Église remise à sa vraie place. Saint-Just se montre en partisan presque sans condition de la monarchie constitutionnelle, opte pour le veto suspensif et pour la distinction entre les citoyens actifs et passifs. Il fait l'éloge de l'assemblée législative dont la « prodigieuse législative ne pêche que dans quelques détails ». Il désire une France pacifique, en État ayant de la commisération pour les malheureux, des lois douces. La peine capitale l'horrifie et malgré son admiration pour Jean-Jacques Rousseau il lui déclare : « Je ne te pardonne pas, ô grand homme, d'avoir justifié le droit de mort ». La notion de la vertu imprègne déjà ce manuscrit. À la première page, par quatre fois, Saint-Just parle de la vertu et insiste sur les « forces nouvelles » dont elle est porteuse. Elle répond à presque toutes les questions que se pose le régime en gestation. La noblesse est une iniquité car « la loi n'a point proscrit la vertu sublime ; elle a voulu qu'on l'acquit soi-même ». En ce qui concerne les divorces, il écrit : « les séparations outragent non seulement la nature mais la vertu ». Le message laissé par l'Évangile a été déformé, pense Saint-Just, par l'Église, mais il faut protéger la morale : « elle est la foi fondamentale de la vertu ».

## Sources du manuscrit
Louis Antoine Léon de Saint-Just s'est inspiré de sources diverses : œuvres philosophiques, journaux, réflexions sur la vie quotidienne. Il s'inspire notamment de cette citation de Montesquieu : « Si je pouvais faire en sorte que tout le monde eût des nouvelles raisons d'aimer ses devoirs, son prince, sa patrie, ses lois, qu'on put mieux sentir son bonheur... Je me croirais le plus heureux des mortels »[réf. souhaitée].
Le penseur de La Brède eut en effet une influence prédominante dans l'écriture de cet ouvrage. Entre L'Esprit de la Révolution et de la Constitution et l'Esprit des lois, le lien filial est visible à la fois dans le titre, la présentation, la formulation et la façon d'aborder les grands problèmes, ainsi que les réponses. Saint-Just puise dans son modèle l'idée de la séparation des pouvoirs, le refus du despotisme et du fanatisme religieux, et la fixation profonde de la morale dans son caractère abstrait. De même, comme son modèle, il rêve à des relations si possible contractuelles entre les hommes et les pouvoirs.
Malgré cela, la lecture de Saint-Just est sélective, arrangée au goût du moment. Les formules originales concernant la propriété, les représentants politiques ou de l'État sont présentes dans ce manuscrit, mais n'ont que peu d'intérêt tant elles font allusion et ont recours à des idées ressassées - du reste souvent mises en application par le nouveau régime. Pourtant, lorsqu'il se confie à Beuvin, Saint-Just dira : « J'ai traité de grandes choses et je suis entré quelquefois dans des routes nouvelles où la lecture ne m'aurait pas conduit »[réf. souhaitée].